# Acueducto de Thirlmere
El Acueducto de Thirlmere (en inglés: Thirlmere Aqueduct) es una sección pionera del sistema de abastecimiento de agua de 95,9 millas (154,3 kilómetros) de largo construido por la Manchester Corporation Water Works entre 1890 y 1925 en Inglaterra. A menudo erróneamente considerado como uno de los túneles más largos del mundo, la sección del túnel del acueducto no es continua. 
El acueducto fue construido para llevar aproximadamente 55 millones de «galones imperiales» (250.000 m³) por día de agua del embalse de Thirlmere a Mánchester. La construcción del embalse y el acueducto fue autorizada por la Ley de Mánchester Waterworks. La primera fase se completó en 1897 y, para las secciones de tuberías, las fases posteriores se completaron en 1925. La primera vez que llegó agua a Mánchester desde el Distrito de los Lagos fue celebrado con una ceremonia oficial el 13 de octubre de 1894.